# Ruisseau du Mayne
Pour les articles homonymes, voir Mayne.
Le ruisseau du Mayne, ou Mayne ou ruisseau de Saint Cyr ou ruisseau de Saint Bonnet est un ruisseau français du département de la Corrèze, affluent rive gauche du Roseix et sous-affluent de la Vézère par la Loyre.

## Géographie
Le ruisseau du Mayne prend sa source vers 400 mètres d'altitude sur la commune de Saint-Sornin-Lavolps, près d'un kilomètre au sud-ouest du bourg, à l'ouest du lieu-dit le Combeau.
Il passe à l'ouest du village de Lascaux, baigne Saint-Bonnet-la-Rivière et passe à l'est et en contrebas de Saint-Cyr-la-Roche. Il conflue en rive gauche du Roseix, environ un kilomètre et demi au sud-ouest du centre-ville d'Objat, à moins de 120 mètres d'altitude, en limite des communes d'Objat et de Vars-sur-Roseix. 
Avec 17,9 km, son cours est un peu plus long que celui du Roseix. Son bassin versant s'étend sur 53 km2.

### Affluents
Parmi les 10 affluents du ruisseau du Mayne répertoriés par le Sandre, le plus long avec 8 km est le ruisseau de Campagne, en rive gauche.

### Hydrologie
Pendant 34 ans, de 1968 à 2001, le débit du ruisseau du Mayne a été observé à la station hydrologique de Saint-Cyr-la-Roche. À cet endroit, le bassin versant représente 49 km2, soit la presque totalité de celui de l'ensemble du cours d'eau.
Le module y est de 0,699 m3/s. 
Le ruisseau du Mayne présente des fluctuations saisonnières de débit, avec une période de hautes eaux caractérisée par un débit mensuel moyen évoluant dans une fourchette de 0,747 à 1,36 m3/s, de novembre à avril inclus (avec un maximum en février). La période des basses eaux a lieu de juin à octobre, avec une baisse du débit moyen mensuel allant jusqu'à 0,186 m3 au mois d'août. Cependant ces chiffres ne sont que des moyennes et les fluctuations de débit peuvent être plus importantes selon les années et sur des périodes plus courtes.
À l'étiage, le VCN3 peut chuter jusque 0,026 m3, soit 26 litres par seconde, en cas de période quinquennale sèche.
Quant aux crues, les QIX 2 et QIX 5 valent respectivement 15 et 21 m3/s. Le QIX 10 est de 25 m3/s, le QIX 20 de 28 m3, tandis que le QIX 50 se monte à 33 m3/s.
Le débit instantané maximal enregistré durant cette période a été de 22,9 m3/s le 10 novembre 1984, tandis que la valeur journalière maximale était de 15,8 m3/s le 24 janvier 1978. Quant à la hauteur maximale instantanée, elle a été mesurée à 3,32 mètres le 1er juin 1973. En comparant le premier de ces chiffres aux valeurs des différents QIX de la rivière, il apparaît que cette crue était nullement exceptionnelle et destinée à se répéter tous les 7 ou 8 ans en moyenne.
Au total, le ruisseau du Mayne est un cours d'eau abondant. La lame d'eau écoulée dans son bassin versant est de 452 millimètres annuellement, ce qui est supérieur à la moyenne de la France entière tous bassins confondus (322 millimètres). Le débit spécifique du cours d'eau (ou Qsp) atteint ainsi le chiffre de 14,3 litres par seconde et par kilomètre carré de bassin.
Ces chiffres sont cependant à considérer avec prudence, compte tenu que la période d'observation, limitée à 34 ans, a désormais cessé.

### Département, cantons et communes traversés
À l'intérieur du département de la Corrèze, le ruisseau du Mayne arrose huit communes,  réparties sur trois cantons :
- Canton de Lubersac
  - Saint-Sornin-Lavolps (source)
- Canton de Juillac
  - Concèze
  - Lascaux
  - Chabrignac
  - Saint-Bonnet-la-Rivière
  - Saint-Cyr-la-Roche
- Canton d'Ayen
  - Vars-sur-Roseix (confluence avec le Roseix)
  - Objat (confluence avec le Roseix)

## Monuments ou sites remarquables à proximité
- L'église Saint-Bonnet, de Saint-Bonnet-la-Rivière, romane, de plan circulaire, en grès rouge, XIIe siècle
- Saint-Cyr-la-Roche et ses monuments de grès rouge :
  - l'église Saint-Cyr et Sainte-Julitte
  - la chapelle Notre-Dame d'Aubepeyres
  - le manoir.